# Яницкий, Войцех
Войцех Мария Яницкий (пол. Wojciech Maria Janicki, 23 августа 1933 года, Варшава — 17 октября 2021 года, Варшава) — польский историк, журналист и политик, посол на Сейм X каденции.

## Биография
В 1956 году окончил исторический факультет Люблинского католического университета. В 1954—1956 годах был редактором Люблинского и Келецкого отделений ежедневной газеты «Słowo Powszechne», в 1957 году стал редактором еженедельника «Współczesność». В период 1958—1962 годов работал в еженедельнике «Kierunki», позднее был главным редактором этого периодического издания (1972—1975). С 1963 по 1969 год был секретарем редакции и заместителем главного редактора ежемесячника «Życie i Myśl», с 1970 года в течение двух лет был заместителем главного редактора «Вроцлавского католического ежегодника». С 1984 по 1987 год был главным редактором еженедельника «Zorza», затем до 1989 года заместитель главного редактора ежемесячника «Kultura, Oświata, Nauka».
В 1957 году вступил в ассоциацию «Пакс». С 1965 года входил в состав главного правления этой организации, был членом ее президиума. Был редактором Совета прессы и издательств ассоциации «Пакс» (1976—1981) и руководителем учебного отдела ассоциации (1982—1983). В 1985 году стал председателем правления Варшавского отделения. В 1980-х годах был членом Национального совета столичного города Варшавы, а с 1988 года — заместителем председателя совета.
В 1989 году избран послом на Контрактный сейм. Был избран в избирательном округе № 1 Варшава-Средместье. Возглавлял одну из чрезвычайных комиссий, работал также в Комитете по уставу и делам депутатов и в Комитете по связям с поляками за рубежом. Был секретарем парламентского клуба ассоциации «Пакс». На выборах 1991 года безуспешно баллотировался на переизбрание по списку Христианской демократии.
Похоронен на Брудновском кладбище в Варшаве (могила 58F-5-30).

## Награды
- Кавалерский крест ордена Возрождения Польши (1985)
- Золотой Крест Заслуги
- Серебряный Крест Заслуги[3]